# Witstaartroodborsttapuit
De witstaartroodborsttapuit (Saxicola leucurus) is een zangvogel die behoort tot de familie vliegenvangers.

## Verspreiding en leefgebied
Deze soort komt voor in Pakistan en noordelijk India.